# Daimler Armoured Car
Daimler Armoured Car – brytyjski samochód pancerny z okresu II wojny światowej, użytkowany przez wojska państw Wspólnoty Brytyjskiej.

## Historia
Pod koniec lat trzydziestych w zakładach Daimler Motor Company rozpoczęto pracę nad większą wersja produkowanego od 1938 roku rozpoznawczego samochodu pancernego Dingo, który miał być samochodem wsparcia. Nowy samochód pancerny miał większe rozmiary oraz zamontowaną zmodyfikowaną wieżę z lekkiego czołgu Tetrarch.
Tak opracowany pod koniec 1939 prototyp otrzymał oznaczenie Daimler Armoured Car. Prace nad nim trwały do kwietnia 1941 roku, gdyż były problemy z jego napędem. Już 13 sierpnia 1940 roku wojsko zamówiło pierwsze 500 sztuk, lecz z powodu ograniczonych mocy produkcyjnych zakładów dostarczono je dopiero w lipcu 1941 roku. Łącznie wyprodukowano 2694 sztuki w dwóch podstawowych wersjach Mk I i Mk II. Pozostałe odmiany powstały w oddziałach lub w warsztatach polowych.
Produkowano go w wersjach:
- Mk I – wersja podstawowa wyposażona w zmodyfikowaną wieżę z czołgu Tetrarch,
- Mk II – wersja ze zmodyfikowaną osłoną pancerną jarzma armaty i lukiem ratunkowym dla kierowcy, wprowadzony do produkcji w 1942 (wyprodukowano 794)[2],
- CS – wersja wyposażona w haubicę kal. 76,2 mm, zbudowano pojedyncze wozy,
- Command – wóz dowodzenia pułku, pojazd pozbawiony wieży.

## Służba

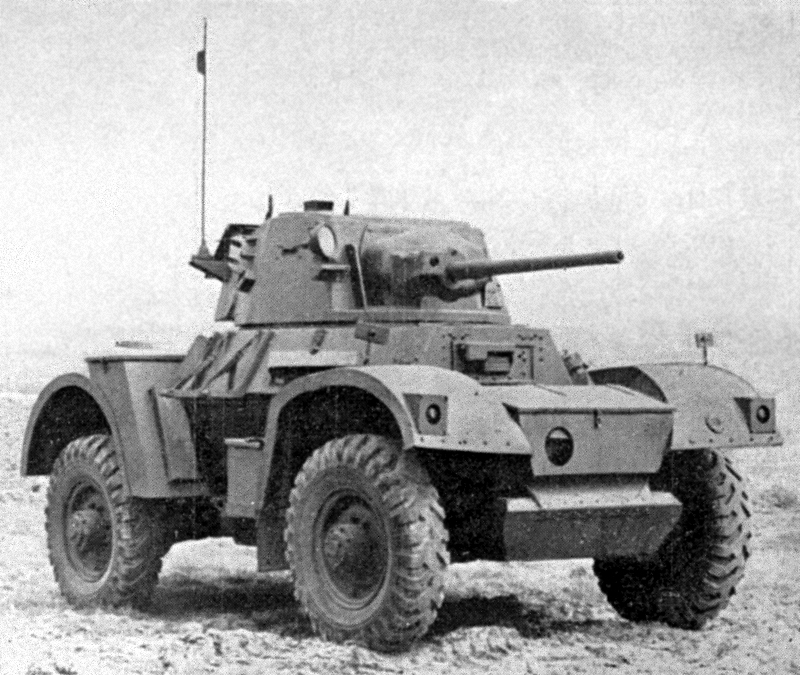
Daimler Armoured Car Mk II

Pierwsze testy samochodów prowadzono w połowie 1941 roku w Afryce Północnej. Samochód pancerny Daimler Armoured Car po rozpoczęciu produkcji seryjnej jako pierwszy otrzymał na początku 1942 roku brytyjski 11 Pułk Huzarów, a następnie kolejne jednostki stacjonujące w Afryce Północnej i na Bliskim Wschodzie. Otrzymały go także jednostki państw należących do Wspólnoty Brytyjskiej, które tam stacjonowały.
Samochód pancerny Daimler miał podobne uzbrojenie i parametry do znacznie cięższego samochodu Staghound z amerykańskich dostaw. Uważany był za najlepszy brytyjski samochód pancerny okresu wojny. Brytyjskie jednostki używały głównie Daimlerów, jednakże kanadyjskie preferowały Staghoundy, które były bardziej sprawne pod względem mechanicznym (codzienna obsługa samochodu pancernego Daimler zajmowała od 1 do 3 godzin).
Użyto go bojowo jako wóz eskortowy i wsparcia w trakcie działań w Afryce Północnej. Kilka tych samochodów użyto w działaniach na Dalekim Wschodzie.
Użytkowano go w brytyjskich jednostkach wojskowych do lat sześćdziesiątych, w końcowym okresie w jednostkach obrony terytorialnej.

### Służba w Polskich Siłach Zbrojnych
Jedyną jednostką Polskich Sił Zbrojnych wyposażoną w te wozy był 1 Pułk Rozpoznawczy będący jeszcze przed reorganizacją 1 Dywizji Pancernej jej oddziałem rozpoznawczym. Samochody były użytkowane w latach 1942-43. Pierwszy egzemplarz pojazdu, który miał posłużyć do zapoznania się z nowym sprzętem otrzymali Polacy w połowie czerwca 1942. Kolejne dostawy nastąpiły w sierpniu 1942, w efekcie czego Daimlery stanowiły połowę sprzętu szkolno-bojowego pułku. 18 października 1943 pułk posiadał maksymalną liczbę wozów – 30 sztuk. Od dnia 1 listopada 1943 w związku ze zmianami organizacyjnymi i rozformowaniem pułku Daimlery zaczęto przekazywać Anglikom.

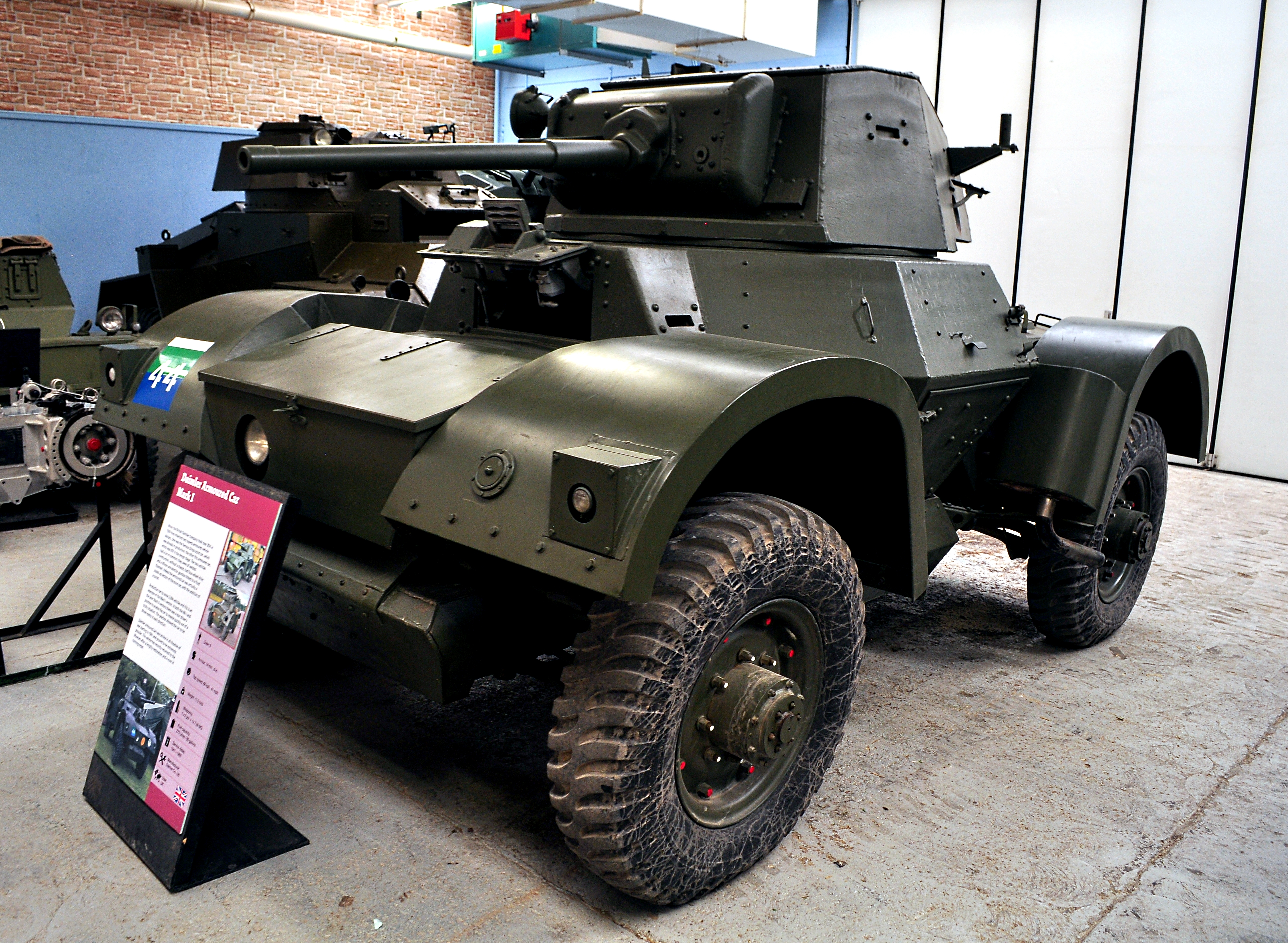
Daimler Armoured Car Mark II w Bovington Tank Museum